# Adelodrilus anisosetosus
Adelodrilus anisosetosus är en ringmaskart som beskrevs av Cook 1969. Adelodrilus anisosetosus ingår i släktet Adelodrilus och familjen glattmaskar. Inga underarter finns listade i Catalogue of Life.